# Сардар Вахід
Сардар Абдул Вахід (12 березня 1901, Афганістан) - афганський хокеїст, що представляв Афганістан на літніх Олімпійських іграх 1936.
Нападник. Брав участь у змаганнях з хокею на траві.